# Park Krajobrazowy Mierzeja Wiślana
Park Krajobrazowy „Mierzeja Wiślana” – park krajobrazowy położony na obszarze Mierzei Wiślanej od Sztutowa do granicy państwowej z Rosją w Piaskach, o powierzchni 4410 ha. 

## Opis
Park posiada otulinę o powierzchni 22 703 ha. Występują tu również liczne wzniesienia wydmowe, z których najwyższe – Wielbłądzi Garb – osiąga wysokość 49,5 m n.p.m. Po wcześniejszym (niekontrolowanym) wyrębie lasu liściastego, drzewostan mierzei (ze słabymi glebami piaskowymi) zdominowały lasy iglaste z przewagą sosny. W ostatnich latach zagospodarowane atrakcyjne tereny mierzei spowodowały szybki rozwój infrastruktury turystycznej w Krynicy Morskiej i w Kątach Rybackich.
Park znajduje się w sieci Natura 2000 (w całości w obszarze siedliskowym i częściowo w ptasim) oraz w Bałtyckim Systemie Obszarów Chronionych HELCOM Marine Protected Areas jako MPA nr 85 Zalew Wislany i Mierzeja Wislana.

## Ochrona przyrody

### Rezerwaty przyrody na obszarze Parku
- Buki Mierzei Wiślanej
- Kąty Rybackie

### Rezerwaty przyrody na obszarze otuliny Parku
- Mewia Łacha

### Użytki ekologiczne na obszarze Parku
- Krynicki Starodrzew

### Obszary Natura 2000 na obszarze Parku
- Zalew Wiślany PLB280010
- Zalew Wiślany i Mierzeja Wiślana PLH280007